# Кукова Острва на Светском првенству у атлетици у дворани 2016.
Кукова Острва су учествовала на 16. Светском првенству у атлетици у дворани 2016. одржаном у Портланду од 17. до 20. марта. Ово је њихово шесто учешће на светским првенствима. Репрезентацију Кукових Острва представљала је 1 такмичарка, која се такмичила у трци на 60 метара.,
На овом првенству такмичарка Кукових Острва није освојила ниједну медаљу али је остварила најбољи лични резултат сезоне.

## Учесници
Жене:
- Патриша Таеа — 60 м

## Резултати

### Жене
| Атлетичарка  | Дисциплина | Лични рекорд | Квалификација | Квалификација | Полуфинале            | Полуфинале            | Финале                | Финале       | Детаљи |
| Атлетичарка  | Дисциплина | Лични рекорд | Резултат      | Место         | Резултат              | Место                 | Резултат              | Место        | Детаљи |
| ------------ | ---------- | ------------ | ------------- | ------------- | --------------------- | --------------------- | --------------------- | ------------ | ------ |
| Патриша Таеа | 60 м       | 7,93 НР      | 7,95 ЛРС      | 7. у гр. 3    | Није се квалификовала | Није се квалификовала | Није се квалификовала | 41 / 44 (45) |        |